# Precision Bass
Precision Bass opfundet af Leo Fender i 1952 var verdens første elektriske basguitar.

## Bassister, der spiller Precision Bass
- Mont Montgemery
- James Jamerson (The Funk Brothers som studiemusiker for Motown Records)
- Donald "Duck" Dunn (Booker T. & the M.G.'s og studiemusiker for Stax Records)
- Carol Kaye
- Steve Harris (Iron Maiden)
- Paul Jackson (Herbie Hancock)
- Geddy Lee (Rush)
- Rocco Prestia (Tower of Power)
- Billy Sheehan (Mr. Big)
- Roger Waters (Pink Floyd)
- Sting (The Police)
- Cliff Williams (har spillet) (AC/DC)
- Geezer Butler (Black Sabbath)

- Wikimedia Commons har flere filer relateret til Precision Bass